# 트레사 휴즈
트레사 휴즈(Tresa Hughes, 1929년 9월 17일 ~ 2011년 7월 24일)는 미국의 텔레비전 배우, 영화배우, 연극 배우이다.

## 영화
- 에드 (2000년)
- 욕조 속의 물고기 (1999년)
- 더티 론드리 (1996년)
- 돈 쥬앙 (1995년)
- 스카이락 (1993년)
- 라스트 위쉬 (1992년)
- 법과 질서 (1990년)
- 마데라 의과 대학 (1985년)
- 페임 (1980년) - 미시즈 나오미 핀섹커 역
- 귀향 (1978년)
- 여름날의 소망 (1973년)
- 종합병원 (1971년)